# Кубинское восстание
Кубинское восстание (лезг.  Къубадин гъулгъула) — восстание крестьян  Кубинской провинции под руководством имама Хаджи-Мухаммада Хулухского и его соратника, абрека Ярали Хильского, происходившее в 1837—1839 годах на севере Ширвана и юге Дагестана. Восстание было вызвано недовольством местных жителей произволом чиновников царской администрации. Поводом к восстанию послужило нежелание местных жителей служить в русской армии, а также призывы имама Шамиля. В восстании участвовало подавляющее большинство населения Кубинской провинции, жители почти всех её магалов (кроме Будухского) в числе около 12000 человек, а также примыкающих к ним лезгин из Кюринского и Самурского общества Южного Дагестана. К 1839 году все очаги сопротивления повстанцев были подавлены.

## Причины восстания
К середине 1830-х годов усилилось недовольство населения Кубинской провинции произволом чиновников царской администрации, собиравших с населения непомерные налоги сверх установленной нормы. Жители лезгинского села Куснет (ныне Владимировка) были насильственно вытеснены из родного аула, богатого пастбищными угодьями, плодородными землями и садами, и, под нажимом царских комендантов переселились в бесплодные горы, основав там новый аул под старым названием. После присоединения происходило интенсивное вытеснение лезгинского населения из Кубы, Кусары и Худата. Отобранные земли отдавались русским
переселенцам и под военные гарнизоны. В апреле 1837 года местным наибом Касум-беком в селе Хазра было созвано собрание старшин, на котором он озвучил требование о наборе из числа местных жителей рекрутов в Закавказский конно-мусульманский полк в Варшаве. Старшины отказались выполнить требование и призвали старшин близлежащих областей последовать их примеру. С этого времени местное население оказывается в состоянии бунта. В восстании приняло участие большое количество лезгин. К восставшим также присоединились горцы из Ахтыпары и Рутула и всё население Самурской долины. Кроме жителей Кубинской провинции среди восставших находилось значительное число кызыкумыхцев и некоторое число жителей Табасарана из Южного Дагестана. Восставшие старшины обратились с письмом к исполняющему должность военно-окружного начальника Дагестана, генерал-майору И. А. Реутту с требованием отмены набора рекрутов из числа местного населения в конный полк. Реут удовлетворил требование старшин, после чего восставшие разошлись. Однако в августе того же года имам Шамиль написал письмо в адрес восставших, где укорял последних в том, что раз собравшись, те разошлись, и призвал их возобновить восстание.

## Краткий обзор деталей
Накануне восстания Кубинская провинция состояла из 10 магалов, 1 округа и 6 вольных обществ с 9404 домами. Царское командование понимало, что дестабилизация обстановки в Кубинской провинции чревата серьезными последствиями. Она служила первым этапом, главной базой при движении русских войск из Закавказья в Прикаспийский край. В то же время Куба — центр гражданского и военного управления Южным Дагестаном — представлял важный стратегический пункт и узел путей, которые расходились отсюда во все стороны: в Нуху, Шемаху, Баку и различные пункты Дагестана.

## Начало восстания

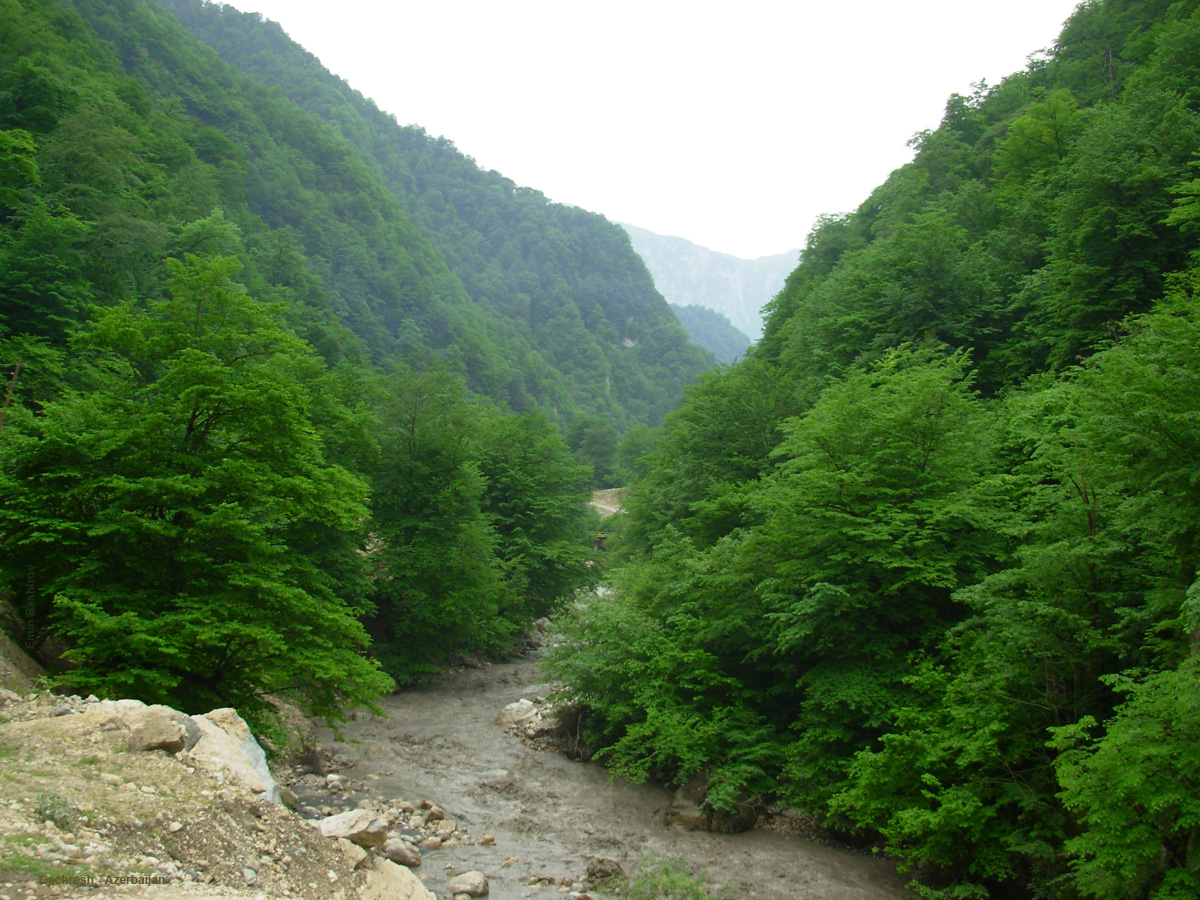
Природа Кубинской провинции

В 20-х числах августа начались боевые действия восставших против русских войск. Первым актом восстания явился захват команды из 50 казаков Донского полка № 22 с есаулом Поповым, заготавливавшей сено для полка. Затем повстанцы взяли в плен на худатском посту 68 рекрутов, следовавших из Дербента в Кубу. Добычей восставших стали также все денежные средства, направленные из Дербента в Тифлис. Разграбив и уничтожив пост, восставшие двинулись к Кубе. Сено, заготовленное вблизи города артиллеристами и частными лицами, штаб-квартиру казачьего полка на Карачае, кубинский пост и некоторые постройки, вынесенные за городскую черту, также сожгли. Имущество и казённый ячмень, сложенный в Еврейской Слободе и в новой Кубе, повстанцы разграбили. По пути движения в Кубу, в селе Джибир, в присутствии четырёх-тысячного отряда, житель села Хулуг Хаджи-Мухаммад был провозглашён имамом восставших. К новоизбранному главе повстанцев поступило письмо от Шамиля с обращением:
Возьмитесь за оружие, восстаньте против неприятеля веры и обычаев наших, в том указываю вам выгоду… не верьте пустым обещаниям и бумагам, — молчание для вас пагубнее.
Повстанческие отряды под руководством Ярали закрыли на худатском посту дорогу, ведущую из Дербента в Кубу и Баку. К городу Куба подошёл первый повстанческий отряд численностью 3000 человек. В подмогу восставшим из Кюры прибыл отряд в 100 человек во главе с магарамкентским Махмудом-Эфенди. Значительную помощь оказали и жители Самурской долины, которые в 1837 г. «выслали довольно значительные вооружённые скопища в помощь бунтовщикам, обложившим самую Кубу».

## Осада Кубы
В осаде Кубы участвовало 12 тысяч повстанцев  — из Кубинского ханства, Кюры и Самура. Восставшие написали имаму Шамилю письмо:
Слава Аллаху, мы стоим твёрдо и имеем в сборе значительную силу, взяли много в плен и надеемся скоро взять город.
Военно-окружной начальник Дагестана генерал-майор Реут пребывал в своей резиденции в Кубе. Командир 20-й пехотной дивизии генерал-майор Фезе направил в его распоряжение два батальона пехоты.

### Штурм
Перед штурмом восставшие разделились на три группы. Одна из них во главе Яр-Али назначалась для вторжения в город. Вторая группа, под начальством зизагского бека Исми-хана и тагиргентского бека Джафара, и третья, под руководством Байрама-Али были направлены на восточную и южную стороны города, чтобы отвлечь внимание русских от истинного пункта атаки на северном фасе.
В ночь с 4 на 5 сентября начался штурм города силами повстанцев. Бои шли до 10 сентября. Повстанцы встретили упорное сопротивление русских солдат, однако вскоре им удалось частично войти в Кубу, однако вскоре они были выбиты из города с большими потерями. 6 сентября был предпринят второй штурм Кубы восставшими, не принесший никаких результатов. Тогда они, заняв прилегавшую к самой Кубе Еврейскую Слободу и поддерживая в течение 7-9 чисел сентября неумолкаемую перестрелку, отвели воду, служившую гарнизону и жителям для питья и перемола хлеба.
«Из Кюры сотни человек участвовали в битвах за взятие Кубы. Так же, среди участников битв за взятие Кубы, было много воинов из сел Кара-Кюре, Микрах, Мискинджа и Ахты. А Магомед-бек Мискинджинский проявил высокую доблесть и умение».

## Другие театры военных действий
Отдельные этапы Кубинского восстания происходили в Самурской долине. Царская администрация обвиняла население края в том, что они с 1837 года предпринимали «все усилия, дабы склонить дагестанцев и соседственные провинции к совместному против царизма восстанию». В Джарской области был сформирован отряд из 4-х батальонов и 250 милиционеров при 4-х горных единорогах. Под начальством генерал-майора Л. Я. Саварсамидзе, отряд собрался к 10 мая у аула Мухах для наступления на вольные общества Самура. У села Микрах собрались объединённые силы горцев Самурской долины. По причине недостаточности сил, было решено вступить в переговоры с русскими. Генерал-майор К. К. Фезе предложил самурцам условия, при которых они лишались независимости. Требования были отвергнуты, после чего генерал Фезе начал Самурский поход. «26 февраля 1838 года подполковника Бучкиева с батальоном из полка князя Варшавского направили в Самурскую долину. Как стало известно русским, в Самурской долине было немало главарей. Среди имен, перечисляемых ими, были: Абрека Ярали, Магомед-бек (Мамед-бек) Мискинджинский, Ули-бек Хулугский и Ага-бек Рутульский. Генерал Реут считал, что если удастся их поймать, то отношение народа к русским изменится в лучшую сторону. То есть перестанут считать русских врагами.
Одновременно с восстанием в Кубе произошло выступление в Шекинской провинции. Под предводительством Ага-бека Рутульского отряд численностью около 5000, к которому примкнули многие жители Хачмазского магала Шекинской провинции, и поддерживаемый местными жителями, направился в городу Шеки, который был почти полностью захвачен восставшими. Происходили столкновения между восставшими и царскими войсками. Но прибывшие подкрепления царских войск рассеяли повстанцев.

### Аджиахурское сражение
Для занятия более удобных позиций 3000 горцев во главе с Магомед-беком мискинджинским передислоцировали войска от Микраха в урочище Аджиахур. Там ими были проделаны окопы и завалы. Генерал Фезе приступил к штурму позиций горцев. Бой шёл с переменным успехом. К полудню поступило 4-х тысячное подкрепление во главе с Ага-беком рутульским и Шейх-муллой ахтынским. После двухдневных боёв, 5 июня депутация горцев подошла к русским для ведения переговоров. Но в этот момент горцы получили подкрепление, их число составило 7000 человек. Переговоры были отменены, в надежде сломить сопротивление русских горцы предприняли атаку на их позиции. Позже генерал Фезе в своем рапорте напишет о силах горцев, искусно предводительствуемых Мискинджинским Магомедбеком, Рутульским Агабеком и Ахтынским Шейх-Муллою: "Храбрость с которой они выступали с нами беспрестанно в рукопашный бой, могла быть преодолеваема только отважностью, храбростью наших войск. При отчаянном сопротивлении неприятеля, потери наши не могли быть маловажны.".
Бои затянулись ещё на два дня. В этот момент был пущен слух о том, что отряд русских войск следует к Рутулу. Тогда войска рутульского Ага-бека отправились защищать своё село. Ряды горцев существенно поредели. 7 числа русским удалось пробить брешь в позициях горцев. Самурцы, потерпев стратегическое поражение, послали к русским депутацию с изъявлением покорности. По истечении сражения генерал Фезе отметил храбрость солдат Варшавского полка. Пленных у русских не оказалось, так как горцы «рубились до последней капли крови». На следующий день русскими был взят Ахты, спасённый от разрушения правителем Ахтыпары, Мирза Али аль-Ахты на переговорах.

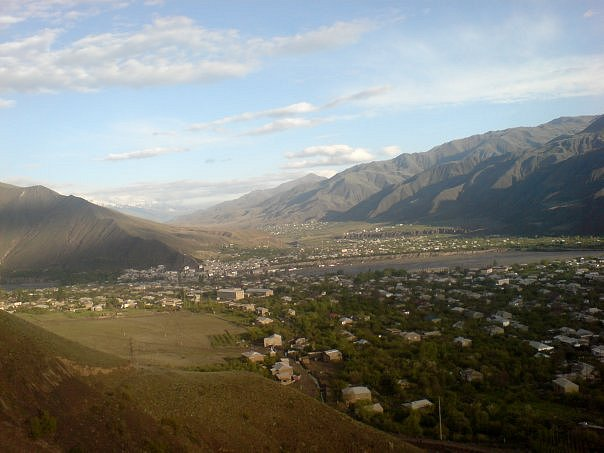
Самурская долина

Осенью 1838 года прошли слухи о готовящемся вторжении персов, что побудило горцев к новым волнениям. В самурские общества были посланы свободные войска в Дагестане, население было усмирено. Вплоть до зимы 1839 года в долине сохранялась обстановка напряжённости, продолжались нападения и разбои.

## Подавление восстания
Главную роль в подавлении Кубинского восстания сыграли казикумухский хан Магомед-Мирза и ширванский комендант подполковник фон Ашеберг. По его приказу в Кубу была направлена милиция, которой командовали прапорщики Адиль-бек, Шир-Али-бек и Ширим-бек. Генерал Фезе для подавления восстания в срочном порядке снял с «шамилёвского фронта» отряд численностью 3222 солдат при 14 орудиях. Кроме того, ещё в сентябре все свободные войска были поспешно переброшены в Южный Дагестан. Вскоре восстание было подавлено с большой жестокостью. После его подавления начались аресты. Хаджи Мухаммад, захватив жену, сына и двух дочерей, отправился искать покровительства у хана Казикумуха, но был вместе с сыном арестован и отправлен в Кубу с найденными при нём компрометирующими бумагами. Также был пойман негласный руководитель восстания Иса-бек, считавшийся главным виновником мятежа. Руководителю восставших Хаджи-Мухаммаду был вынесен смертный приговор. Пострадал и Гимбут, который по приказу Николая I «за важные упущения по должности во время управления им Кубинской провинцией был отставлен от службы». Военному суду предали 43 человека.

## Последствия
После подавления Кубинского восстания было решено ликвидировать горское самоуправление в лице вольных обществ, которые были преобразованы в Лучекское, Ахтыпаринское и Докузпаринское наибства в составе Самурского округа. Для удобства коммуникации войск были построены дороги, строительству которых местное население препятствовало. Был налажен тракт «Джар—Рутул—Ахты—Куба».

## Фольклор
Одному из эпизодов Кубинского восстания посвящено стихотворение поэта 19 века Мискинджави Джабраила "Воины Шалбуздага" (Шалбуз дагъдин аскерар).

## Личности
- Хаджи-Мухаммаду, имаму и руководителю восстания Сумбат-заде дал такую характеристику: «Гаджи-Магомед, человек незаурядных способностей, он сумел организовать в максимально короткий срок почти все силы крестьянства Кубинской провинции, направить эту силу против царского гарнизона Кубы и бекских её защитников, возглавить борьбу за взятие города и самоотверженно оставался на поле битвы до последней возможности. Любовь к справедливости, готовность вести борьбу против угнетателей Гаджи-Магомед унаследовал от своих свободолюбивых предков».
- Абрек Ярали Гильский[17] — «отчаянный человек, бравший в плен казаков, врывавшийся в город и почти в самом центре ведший рукопашную схватку с городским гарнизоном. Он, увидев неизбежность поражения, ускользнул от царского суда, а потом принял активное участие во всех военных действиях следующего года в верхних магалах Кубинской провинции, в Южном Дагестане и в Шекинской провинции».
- Шейх Мулла— предводитель жителей Самурского общества в Кубинском восстании.
- Шейх Махмуд-эфенди Магарамкентский — предводитель жителей Кюринского в Кубинском восстании[18].
- Мухаммад-бек — предводитель восставших горцев союза Докузпары и Алтыпары в Кубинском восстании.
- Агабек ар-Ратули — предводитель жителей Рутульского бекства в Кубинском восстании.